# Ibne Alabar
Abu Abedalá Maomé ibne Alabar (Abu Abd Allah Muhammad ibn al-Abbar), melhor conhecido somente como ibne Alabar, foi um erudito árabe nascido em Valência, Espanha (Alandalus). É considerado como um dos escritores mais ilustres do século VI da Hégira (século XII). Publicou: História dos poetas insignes Espanhóis.